# 하진 (소설가)

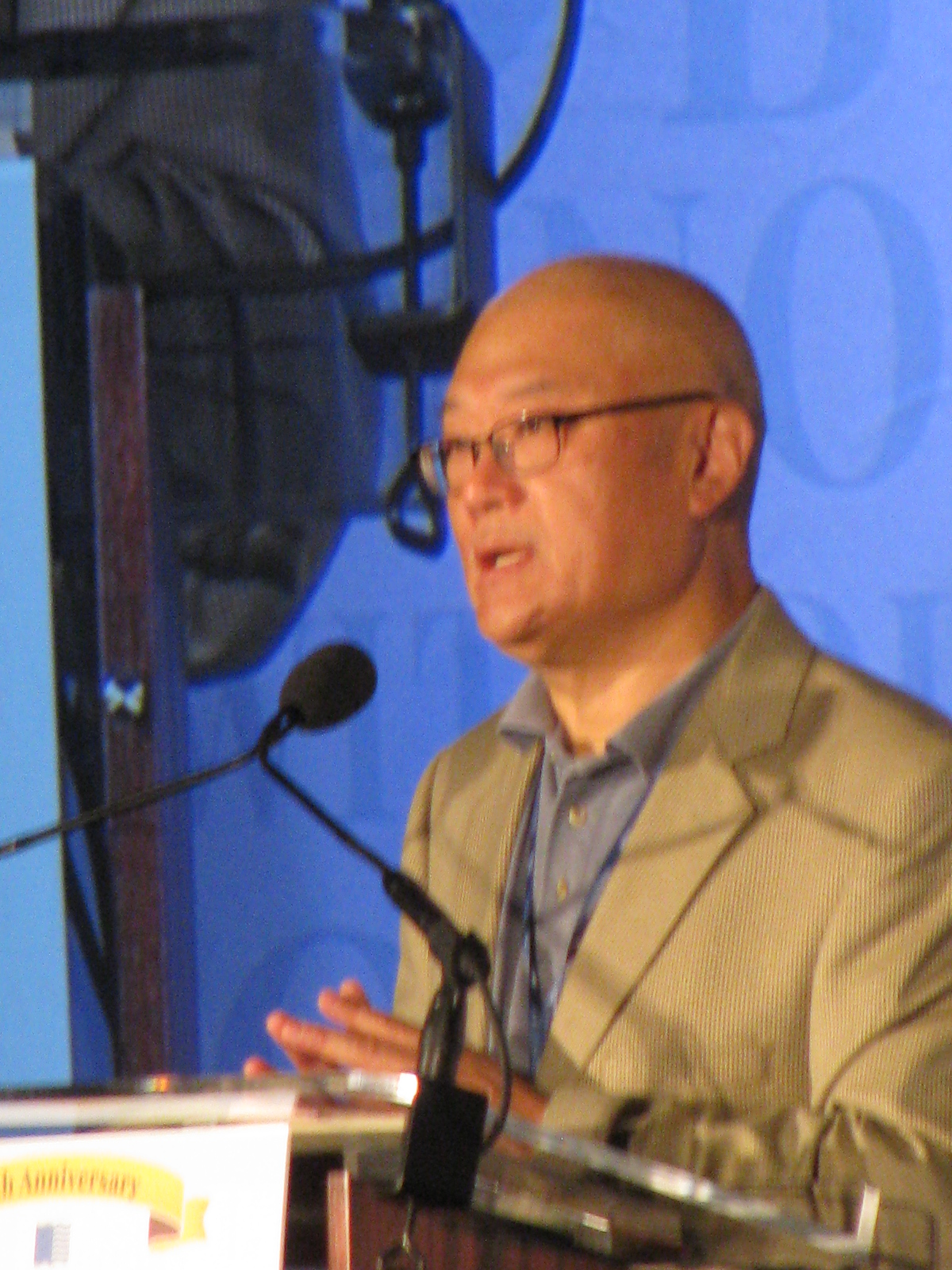
하진

하진(哈金, 합금, 1956년 2월 21일 ~ )은 현재 미국에서 활동하고 있는 중국계 소설가이다. 본명(本名)은 진쉐페이(金雪飛, 김설비)로 하진은 그의 필명이다.
한족(漢族)에게는 진(金, 김)씨 성이 없지만 만주족에는 진씨 성이 있다고 한다. 그는 그러므로 한족계는 아닌 것으로 보인다.
하진은 1956년 2월 21일, 중화인민공화국 둥베이 지방 랴오닝성 선양에서 출생하였고 중화인민공화국 둥베이 지방 헤이룽장성 하얼빈에서 성장하였는데 그의 아버지는 군인이었으며, 그도 문화 혁명기였던 1969년에 인민해방군 사병에 입대하여 1972년 제대했다.

## 저서
- 전쟁 쓰레기